# Zugvögel (1947)
Zugvögel ist ein 1946 entstandenes Zeitdrama von Rolf Meyer mit Carl Raddatz und Lotte Koch in den Hauptrollen.

## Handlung
Die Zugvögel, das sind eine Reihe von jungen Leuten, die sich im ersten Friedensjahr im besetzten Deutschland auf der Weser treiben lassen und den Zustand ihrer kriegszerstörten und aufgewühlten Heimat in langen Gesprächen während einer kontemplativen Paddelbootfahrt erörtern. In ihnen reift bald die Erkenntnis, dass man die Vergangenheit hinter sich lassen sollte, ohne sich dem Vergessen auszusetzen, und vorwärts zu schauen, in dem man sich auf den Wiederaufbau des Landes konzentriert. In diese Momente ausufernder, philosophischer Selbstbetrachtungen stößt der etwas ältere Georg hinzu, der den zu Introspektionen neigenden Bootsfahrern einen ordentlichen Schuss Pragmatismus beibringt.
Georg macht allen klar, wie wenig sie dank ihrer Jugend und Gesundheit Grund zur Klage oder zur Hoffnungslosigkeit haben. Er ruft die jungen Mitreisenden auf, nicht länger vor sich hin zu treiben, sondern endlich einmal den dringend notwendigen Neubeginn zu wagen. Georg selbst ist aus dem jüngst zurückliegenden Krieg aufgrund einer schweren Kopfverletzung mit starken Blessuren hervorgegangen. Während die anderen Bootsfahrer allmählich zueinander finden, sieht Georg, der vorübergehend in Renée eine Wesensverwandte und große Liebe gefunden zu haben glaubt, keine Zukunft mehr für sich und sucht den Freitod in der Nordsee. Was aus den anderen Zugvögeln auf der Weser wird, ob sie ihren salbungsvollen Worten Taten folgen lassen, das lässt der Film offen.

## Produktionsnotizen
Zugvögel entstand 1946 im Atelier Berlin-Tempelhof sowie im Wesergebiet und wurde am 23. Mai 1947 im Berliner Astor-Kino uraufgeführt.
Robert Leistenschneider übernahm die Produktionsleitung. Die Filmbauten schuf Ernst H. Albrecht.

## Kritiken
Der Spiegel erinnerte an den großen Misserfolg des Streifens: „Das Publikum gewann den Eindruck, daß junge Produktionen keinesfalls ihre Regisseure – in diesem Falle Rolf Meyer – ihre Drehbücher selbst schreiben lassen sollten und dies auch nicht von anderen besorgen lassen sollten, ehe eine wirklich spannende Filmhandlung gefunden ist. Nicht nur ein roter Faden für altkluge und sich ziemlich krampfig ausdrückende Selbstanalysen. Der Film stieß bei seiner Uraufführung am Kurfürstendamm auf offene Ablehnung. In ernstgemeinte Szenen wurde laut hineingelacht. Allgemein und gerade auch von den Jugendlichen wurde der Film langweilig gefunden.“
Das Lexikon des Internationalen Films sah in dem Film einen „der ersten westdeutschen Spielfilmversuche: ein Trümmerfilm ohne Trümmer, gedreht im Freigelände außerhalb der zerbombten Großstädte. Das Wiederaufbaupathos und der didaktisch vorgetragene Optimismus wirken verkrampft und naiv; die akuten Nachkriegsnöte kommen zwar zur Sprache, werden aber allzu voreilig ins Positive gewendet. Die Produktionsfirma stellte nur drei Filme her, dann wurde ihr im Mai 1948 von der britischen Militärregierung die Lizenz entzogen.“